# Arcidosso
Arcidosso – miejscowość i gmina we Włoszech, w regionie Toskania, w prowincji Grosseto.
Według danych na rok 2004 gminę zamieszkiwały 4103 osoby, 44,1 os./km².